# Parc national du Mont Kaputar
Le parc national du Mont Kaputar est un parc de Nouvelle-Galles du Sud en Australie entourant les environs du mont Kaputar, un volcan actif entre il y a 17 et 21 millions d'années. Il est situé à 50 km à l'est de Narrabri et à 570 km au nord-ouest de Sydney.
Des millions d'années d'érosion ont sculpté cette région volcanique, dégageant les terrasses de lave, les necks, et les dykes de la chaîne Nandewar. L'élément central de la région est le mont Kaputar, homonyme du parc, qui s'élève à une altitude de 1510 m[réf. nécessaire]. Le point de vue à 360 degrés depuis le sommet de la montagne couvrirait un dixième de la Nouvelle-Galles du Sud, soit 80 000 km2.[réf. souhaitée]
Le parc protège une large gamme de biomes, comme des forêts semi-arides, des landes subalpines et des forêts d'eucalyptus et fournit un habitat à une grande variété d'animaux : chauves-souris, oiseaux, wallabies, dasyures et la limace Triboniophorus graeffei que l'on voit apparaître après la pluie.[réf. souhaitée]

## Historique
Avant d'être un parc national, la région a été largement utilisée comme terre de pâturage pour les animaux domestiques. Les conditions de vie dans le parc étaient très dures, mais plusieurs familles de pionniers y ont vécu et il s'y trouve les vestiges de leur occupation. Des ovins et des bovins ont continué à paître sur le plateau jusque vers les années 1950. C'était un endroit isolé et il arrivait souvent que les bergers responsables du bétail ne voient pas un autre être humain pendant des mois à un moment.
En 1925, environ 775 ha de terres autour du mont Kaputar ont été déclarées réserve de loisir public. Deux ans plus tard, une association, connue sous le nom de Mount Kaputar Trust, a été formée pour donner des orientations sur la gestion du parc. La zone a été élargie à 142 km2 et déclarée parc national en 1959. Huit ans plus tard, en 1967, l'association a abandonné les fonctions de contrôle du parc et transmis au nouvel organisme gouvernemental, le National Parks and Wildlife Service et le parc est toujours administré par un conseil consultatif régional.

## Installations et activités
En 1965, deux chalets ont été construits à Dawsons Spring, proposant des chambres avec approvisionnement permanent en eau pour les douches et les toilettes, et une installation de pique-nique.
Le parc est un lieu populaire pour les amateurs d'escalade, et il y a 11 circuits de promenades dans le parc ainsi qu'un terrain de camping. Le site le plus populaire du parc est toutefois Scutts Hut, situé au-dessus des Kurrawonga Falls. Cette cabane est l'ancienne résidence de la famille Scutt, une famille de pionniers vivant dans le parc. Elle est accessible par une piste coupe-feu. La cabane a été restaurée avec son sol en terre et une cheminée ouverte. La cabane est construite sur les rives de la Horsearm Creek, la rivière qui se jette dans les Kurrawonga Falls.